# Новомихайловский (Ставропольский край)
Новомиха́йловский — хутор в составе Георгиевского района (городского округа) Ставропольского края Российской Федерации.

## География
На севере: село Обильное.
На северо-востоке: село Семёновка.
На юго-востоке: станица Урухская.
На юго-западе: посёлок Шаумянский.
На западе: село Краснокумское.
Расстояние до краевого центра: 158 км.
Расстояние до районного центра: 11 км.

## История
Основан в 1923 году как посёлок. В административном отношении входил в состав Георгиевского сельсовета Георгиевского района Терского округа. По данным Всесоюзной переписи населения 1926 года состоял из 35 дворов; общее число его жителей составляло 193 человека (89 мужчин и 104 женщины); преобладающая национальность — великороссы:18—19.
До 1 июня 2017 года хутор Новомихайловский находился в составе сельского поселения Шаумяновский сельсовет.

## Население
| 1926 | 1989 | 2002 | 2010 | 2014 | 2023 |
| ---- | ---- | ---- | ---- | ---- | ---- |
| 193  | ↗277 | ↗312 | ↘291 | ↗300 | ↘200 |

По данным переписи 2002 года, 94 % населения — русские.

## Инфраструктура
В Новомихайловском насчитывается две улицы — Виноградная и Продольная. В границах хутора, начиная от середины улицы Продольной в сторону Кумского лесничества, расположено открытое кладбище площадью 10 тыс. м².

## Связь и телекоммуникации
В 2016 году в хуторе введена в эксплуатацию точка доступа к сети Интернет (передача данных осуществляется посредством волоконно-оптической линии связи).